# Kläppbergets naturreservat
Kläppbergets naturreservat är ett naturreservat i Bergs kommun i Jämtlands län.
Området är naturskyddat sedan 2019 och är 82 hektar stort. Reservatet ligger vid östra stranden av Kläppsjön  och består av våtmarker och granskog med inslag av lövträd. 